# Liste der Kantone im Département Aisne
Das Département Aisne liegt in der Region Hauts-de-France in Frankreich. Es untergliedert sich in fünf Arrondissements mit 21 Wahlkreisen (französisch cantons).
Siehe auch: Liste der Gemeinden im Département Aisne
| Kanton               | Gemeinden | Einwohner 1. Januar 2022 | Fläche km² | Dichte Einw./km² | Code INSEE | Arrondissement(e)         |
| -------------------- | --------- | ------------------------ | ---------- | ---------------- | ---------- | ------------------------- |
| Bohain-en-Vermandois | 31        | 21.801                   | 286,85     | 76               | 0201       | Saint-Quentin             |
| Château-Thierry      | 21        | 27.850                   | 207,16     | 134              | 0202       | Château-Thierry           |
| Chauny               | 21        | 23.692                   | 166,14     | 143              | 0203       | Laon                      |
| Essômes-sur-Marne    | 47        | 28.814                   | 518,35     | 56               | 0204       | Château-Thierry           |
| Fère-en-Tardenois    | 76        | 27.573                   | 626,83     | 44               | 0205       | Château-Thierry, Soissons |
| Guise                | 45        | 22.889                   | 468,52     | 49               | 0207       | Vervins                   |
| Hirson               | 26        | 20.540                   | 349,21     | 59               | 0208       | Vervins                   |
| Laon-1               | 26 1⁄2    | 24.554                   | 230,71     | 106              | 0209       | Laon                      |
| Laon-2               | 24 1⁄2    | 24.876                   | 180,46     | 138              | 0210       | Laon                      |
| Marle                | 65        | 19.390                   | 627,64     | 31               | 0211       | Laon, Vervins             |
| Ribemont             | 52        | 26.024                   | 465,99     | 56               | 0212       | Saint-Quentin             |
| Saint-Quentin-1      | 24 1⁄3    | 28.156                   | 174,53     | 161              | 0213       | Saint-Quentin             |
| Saint-Quentin-2      | 10 1⁄3    | 22.963                   | 81,53      | 282              | 0214       | Saint-Quentin             |
| Saint-Quentin-3      | 8 1⁄3     | 27.158                   | 62,27      | 436              | 0215       | Saint-Quentin             |
| Soissons-1           | 14 1⁄2    | 23.170                   | 89,79      | 258              | 0216       | Soissons                  |
| Soissons-2           | 12 1⁄2    | 29.277                   | 91,17      | 321              | 0217       | Soissons                  |
| Tergnier             | 24        | 28.910                   | 190,59     | 152              | 0218       | Laon                      |
| Vervins              | 66        | 20.892                   | 641,09     | 33               | 0219       | Vervins                   |
| Vic-sur-Aisne        | 50        | 20.873                   | 437,40     | 48               | 0220       | Laon, Soissons            |
| Villeneuve-sur-Aisne | 76        | 26.359                   | 757,21     | 35               | 0206       | Laon                      |
| Villers-Cotterêts    | 76        | 29.797                   | 708,21     | 42               | 0221       | Château-Thierry, Soissons |
| Département Aisne    | 797       | 525.558                  | 7.361,65   | 71               | 02         | –                         |

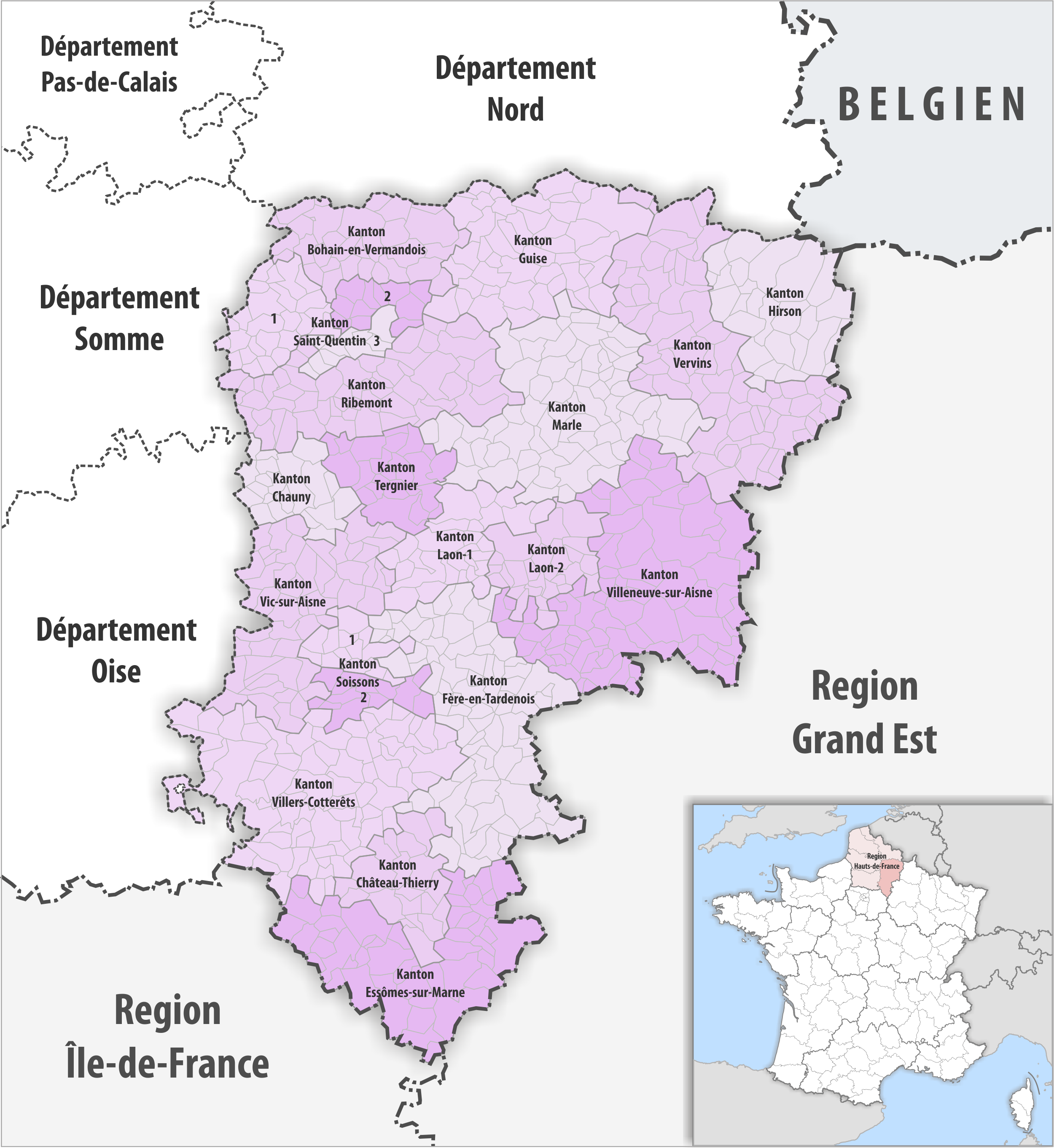
Gemeinden und Kantone im Département Aisne

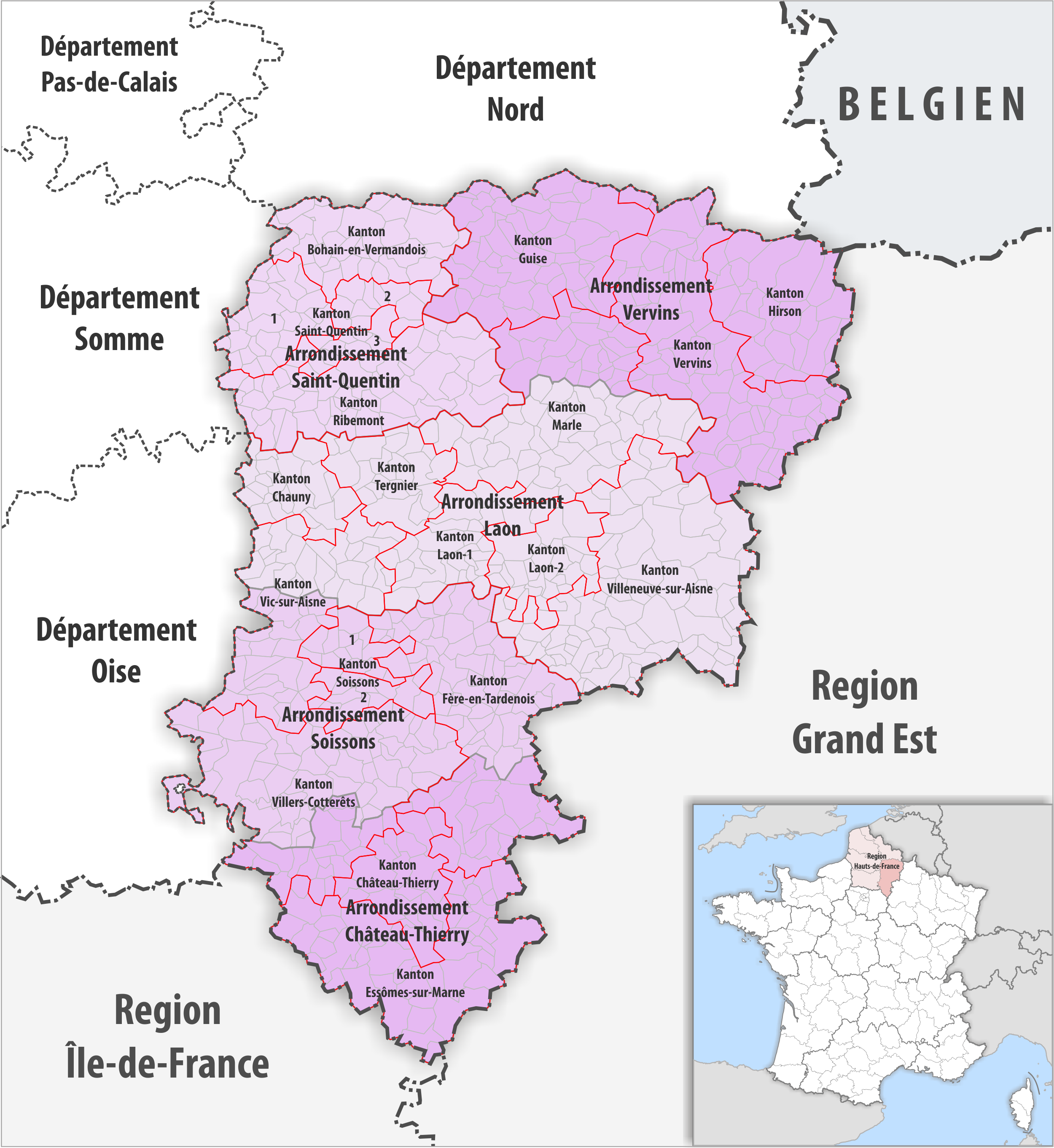
Gemeinden, Arrondissemente und Kantone im Département Aisne

Darunter sind Kantone, die Gemeinden aus verschiedenen Arrondissements enthalten.

## Ehemalige Kantone

Karte der Arrondissements und Kantone vor der Neuordnung 2015

Vor der landesweiten Neuordnung der Kantone im März 2015 teilte sich das Département in 42 Kantone:
| Arrondissement  | Kantone |
| --------------- | --- |
| Château-Thierry | Charly-sur-Marne, Château-Thierry, Condé-en-Brie, Fère-en-Tardenois und Neuilly-Saint-Front                                                                                       |
| Laon            | Anizy-le-Château, Chauny, Coucy-le-Château-Auffrique, Craonne, Crécy-sur-Serre, La Fère, Laon-Nord, Laon-Sud, Marle, Neufchâtel-sur-Aisne, Rozoy-sur-Serre, Sissonne und Tergnier |
| Saint-Quentin   | Bohain-en-Vermandois, Le Catelet, Moÿ-de-l’Aisne, Ribemont, Saint-Quentin-Centre, Saint-Quentin-Nord, Saint-Quentin-Sud, Saint-Simon und Vermand                                  |
| Soissons        | Braine, Oulchy-le-Château, Soissons-Nord, Soissons-Sud, Vailly-sur-Aisne, Vic-sur-Aisne und Villers-Cotterêts                                                                     |
| Vervins         | Aubenton, La Capelle, Guise, Hirson, Le Nouvion-en-Thiérache, Sains-Richaumont, Vervins und Wassigny                                                                              |